# Hordak (Masters of the Universe)
Hordak  es un personaje de ficción dentro del universo Masters of The Universe.

## Origen
Hordak es uno de los villanos más emblemáticos de Masters of The Universe, dentro de la serie animada de She-Ra: The Princess of the Power producida por Filmation desde 1985.
El origen de Hordak, antiguo maestro de Skeletor, traicionado por este, logró librarse del hechizo que le impedía viajar desde la Zona del Terror, en su mundo de Etheria, hasta Eternia, y desde ese momento luchaba tanto contra He-Man como contra Skeletor junto a sus terribles secuaces de la Horda del Terror: Grizzlor, Leech y Mantenna, entre otros. Hordak secuestró a Adora, hermana de Adam, cuando era recién nacida, en venganza por no haber podido conquistar Eternia en aquella época. La llevó a Etheria, la crio e hizo capitana de su guardia, controlándola con un hechizo de una de su mano derecha, la hechicera Shadow Weaver, hasta que fue liberada por su hermano He-Man y por la reina Sorceress, guardiana del Castillo Grayskull y madre de Teela, una de las capitanas del Palacio real del rey Randor y la reina Marlena. Aunque Evil-Lyn, la hechicera y mano derecha de Skeletor,  en una serie de errores de cálculo, ayudó a liberar tanto al Rey Hssss como a Hordak de sus prisiones inter-dimensionales.

## Características
Hordak a diferencia de Skeletor, quien era un hombre de color azul y cuya cara lo perdió cuando fue accidentalmente rociada con un líquido corrosivo, además quien luchaba también contra el Rey Randor de Eternia, padre de Adam (He-Man) y Adora (She-Ra), el caso de Hordak era un hombre de color de piel blanca clara, de cabello castaño y de buen cuerpo físico atlético, pero su ambición y malicia de conquistar Eternia tomó una máscara mágica y que al ponerse en su rostro, se convirtió en un humanoide mitad metálico de aspecto terrorífico en la que descubre que parte de sus extremidades de su cuerpo pueden convertirse en armas de fuego y convertirse en un cohete para volar y sus piernas en forma de taladro para poder escapar bajo la tierra. 
Como el líder supremo de la Horda del Terror, Horde Prime, que antes formaba parte del ejército de Skeletor en la Montaña Serpiente, envió a su hermano y segundo al mando, Hordak, para llevar a cabo el ataque contra Eternia donde esclavizaba a los eternianos y después a los etherianos. Hordak, a diferencia de los reyes de Eternia quienes gobiernan este planeta y que es defendido por He-Man contra las fuerzas malignas de Skeletor, este gobierna Etheria tratando de someter a los habitantes del planeta bajo una dictadura Hordiana de esclavitud, y a la vez tratando de asaltar el Castillo de Luna Brillante gobernada por la Reina Ángela, similar a las pretensiones de Skeletor de apoderarse del  Castillo Grayskull, este con el motivo de obtener una perla mágica donde está protegida al interior del Castillo de Luna Brillante y para obtener los poderes de la perla y declarase dueño total de Etheria. Sin embargo sus planes fracasan, tras oponerse She-Ra y sus amigos, los valientes rebeldes, y algunas veces contando con la ayuda de He-Man el hermano gemelo de She-Ra, para defender y luchar ambos a favor de la libertad, la justicia y la igualdad de cualquier criatura viviente de Etheria.
Hordak, también pretende apoderarse de Eternia por medio del Castillo Grayskull y sin embargo también fracasa, él y los Hordianos que forman parte de su ejército sometedor, tras oponerse tanto He-Man como Skeletor. Hasta la fecha, Hordak no tiene conocimiento de un castillo mágico existente y que le revela solo los secretos a She-Ra como también a He-Man, como es el Castillo de Cristal.
Además tiene su única mascota fiel llamado Imp, que es un pequeño jabalí mágico con alas de murciélago y perverso que puede convertirse en cualquier objeto sólo para actuar como espía. A diferencia de Skeletor, su mascota llamado Panthor, es una pantera o felino perverso de color púrpura y que sirve como gato de batalla y que sólo apareció en un puñado de episodios de la serie He-Man. A pesar de que Panthor, jamás apareció en los episodios de She-Ra, pero si tuvo su equivalencia con uno de los personajes de la Horda, como Catra, la villana y capitana de los hordianos. Quien lleva una máscara mágica  de gato parecido a un antifaz y que al ponerse, se convierte también en una pantera del mismo color de Panthor. Aunque también podría equivaler a Clawdeen, la mascota de Catra que es un león de color rosado y perverso.